# Mockumentary
Een mockumentary is een film- en televisiegenre waarin een bepaald onderwerp (fictief of echt bestaand) wordt besproken zoals in een documentaire, maar waarin weinig op feiten berust. Vaak is er sprake van parodie of satire. De naam mockumentary is een porte-manteau van de Engelse woorden to mock (ergens de spot mee drijven) en documentary (documentaire).

## Soorten

### Spot en parodie
De meest voorkomende soort is die waarin de spot wordt gedreven met een bestaand onderwerp en zaken getoond worden die op geen enkel feit berusten. Deze vorm van een mockumentary is vaak bedoeld als parodie op de serieuze documentaires omtrent het onderwerp. Een recent voorbeeld hiervan is de film Farce of the Penguins, die twee jaar na March of the Penguins uitkwam. Andere beroemde voorbeelden in dit genre zijn Woody Allens Take the Money and Run en Zelig, de Belgische film C'est arrivé près de chez vous, de Franse film Opération lune, en de tv-serie The Office. Verwante producten zijn A Hard Day's Night over The Beatles, en Borat: Cultural Learnings of America for Make Benefit Gloarious Nation of Kazakhstan. Een van de bekendste Nederlandse voorbeelden is de tragikomische serie 30 minuten van Arjan Ederveen.
Een paar in België gekende voorbeelden zijn :
- Neveneffecten, de tv-serie in mockumentary-formaat
- Het boek Er ist wieder da werd eveneens tot een mockumentary verfilmd.

### Beschrijving fictieve plaats of persoon
Daarnaast zijn er ook mockumentaries, waarin een fictieve plaats of persoon centraal kan staan. Vaak wordt de geschiedenis en andere interessante "feiten" over deze plaats/persoon verteld zoals dat normaal in een documentaire gebeurt. Het fictieve onderwerp wordt dan behandeld alsof het echt bestaat en er echt onderzoek naar is gedaan. Een voorbeeld is het boek Leven en werken van de Kabouter uit 1976, van de schrijver Rien Poortvliet.
Mockumentaries als deze zijn over het algemeen niet bedoeld om ergens de spot mee te drijven, maar kunnen ook niet als documentaires worden gezien omdat ze een fictief onderwerp behandelen.

### Drama
Nepdocumentaires zijn al vaker gebruikt voor dramatische producties.
Een goed voorbeeld is Orson Welles' hoorspelversie van het boek The War of the Worlds. Dit hoorspel werd gebracht als een serieuze reportage over een aanval van Marsbewoners.
Een paar voorbeelden uit België :
- Bye Bye Belgium (2006), een in scène gezette nieuwsuitzending over de onafhankelijkheid van Vlaanderen met als titel "reportage" over de zogenaamde scheiding van België. Al gedurende de uitzending komt een balk in beeld met ceci est une fiction ("dit is een verzinsel"), vanwege de grote aantallen kijkers die de RTBF verontrust opbelden. Een half uur na de uitzending werd duidelijk gemaakt dat alles wat werd getoond louter fictie was.
- Esperanto (2019) , is ook de naam van een documentaire muziektheatervoorstelling van de Vlaamse radiomaker Lucas Derycke[1] welke een cocktail vormt van stemmen, interviewfragmenten, projecties en live muziek over de botsing van idealen en de realiteit naar aanleiding van vrijwilligers die activiteiten organiseren in een Grieks vluchtelingenkamp met een terugblik op het Esperanto toen de idealen rond deze internationale taal nog springlevend waren.[2][3]
- Domo de Eŭropa Historio en Ekzilo (2013–2018)[4] : een internationale theaterproductie van de Vlaamse dramaturg Thomas Bellinck over het leven in de "ex-Europese Unie" die niemand meer interesseert, om een vergeten tijdperk te ontmoeten ... fictie of realiteit ?, 'speculative documentary' ?

Een voorbeeld uit Nederland :
- Rudy Schokker huilt niet meer (Gerben Hellinga, Pieter Verhoeff, 1972), waarin men het geval uit de doeken doet van de pasgeboren Rudy Schokker wiens piepjonge ouders op slechts een boogscheut van de luchthaven Schiphol wonen. Rudy Schokker hoort dagelijks het geluid van de opstijgende en landende lijnvliegtuigen en is in staat om dit geluid na te bootsen. Inplaats van het welgekende geschrei van een baby laat hij het oorverdovende geloei van vliegtuigmotoren horen, tot grote ergernis van zijn onbegrijpende ouders.

## Improvisatie
Mockumentaries worden vaak geïmproviseerd, aangezien ter plaatse tekst verzinnen vaak realistischer overkomt als "documentaire" dan gewoon je tekst volgens een vooraf geschreven script opzeggen.